# Almirante Panteléyev (1992)
El Almirante Panteléyev (en ruso: Адмирал Пантелеев, romanizado: Admiral Panteleiev) es un destructor de clase Udaloy (de «Grandes buques anti-submarinos») de la Armada de Rusia.
Su nombre se debe al almirante soviético Yuri Aleksándrovich Panteléyev.
Formando parte de la flota del océano Pacífico de Rusia, fue desplegado en 2009 como parte de operaciones para combatir la piratería de la costa de Somalia.